# ARA資產管理
亞騰資產管理，簡稱ARA 資產管理（英語：ARA Asset Management Limited，新交所除牌時D1R），在2002年，由香港長江實業（集團）有限公司，和現任總裁林惠璋，在新加坡組成一家專門金融資產管理公司。而非執行主席為趙國雄。
亞騰資產管理所管理之上市產業信託基金包括置富產業信託、泓富產業信託、凯诗物流信托（和迅通集團有限公司合營）、匯賢產業信託30%權益、新达信托，以及AmFIRST信託。而非上市產業信託基金則有5家，包括Dynasty REIT。除此之外，還經營房地產管理服務。
根據所提供地址資料，百慕達則位於Clarendon House 2 Church Street Hamilton HM 11 Bermuda，新加坡則位於6 Temasek Boulevard Suntec Tower Four #16-02 Singapore 038986（新加坡淡馬錫大道6號新達城大樓四期16樓2室），香港則位於Unit 5508 - 10, 55th Floor The Center 99 Queen's Road Central Hong Kong（皇后大道中99號中環中心55樓8至10室）。
公司在2007年11月2日於新加坡交易所主板上市，招股價為1.15坡元，發售股份為205,176,000股，集資額為7,390萬坡元(約3.94億港元)。
截至2013年6月底，ARA Asset所管理資產總值為235億坡元，目前管理的房產信託基金分別在新加坡、香港和馬來西亞上市，管理房產類型包括零售、寫字樓及物流行業，亦管理投資於房地產的私人基金。
2013年10月28日泓富產業信託大股東長實及創辦人兼行政總裁林惠璋以合共2.38億美元（約18.5億港元）的代價，出售20.1%1亿6990万股的ARA Asset股權予新加坡財團Straits Trading Company（海峽商行）、其中)5097萬股(約6.03%股權)予Staits Trading股權的交易，承購方為與新加坡總統陳慶炎家族相關公司
　長實及林惠璋現時持有泓富資產管理33.32%及13.37%，交易完成後，長實及林惠璋於泓富資產管理的持股量分別降至19.25%和7.84%。在交易完成後長實可套現約13億港元，林惠璋套現約5.5億港元。
2013年12月25日泓ARA發表聲明指出，公司將會收購麥格理韓國房地產公司(Ｍacquarie Real Estate Korea Limited)，後者的總部位於南韓首爾，業務包括透過兩個私人持有的房地產信託基金(REITs)，管理市值達5884億韓圜的物業(折合約43港億元)。。另外，ARA Asset Management將收購麥格理旗下一家房地產投資信託基金10.02%的股份，但未有透露交易金額。
2014年1月10日新加坡亞騰資產管理（ARA Asset Management）旗下亞騰亞洲基金，落實以約24億元人民幣，向江蘇民營企業三胞集團出售南京國際金融中心，折合平均每方米樓面價約2.27萬元人民幣。
2016年11月，ARA資產管理股東連同華平投資及中航集團旗下中航信託，提出以每股1.78新加坡元私有化ARA資產管理。華平投資及中航佔託在私有化完成後持股分別為30.72%及20.48%。
2021年8月，ESR Cayman提出以51.92億美元收購ARA資產管理。

## ARA的業務包括
- 置富產業信託 於新加坡及香港雙重第一上市，
- 新達產業信託 於新加坡上市、
- 泓富產業信託 於香港上市、
- 大馬第一信託 於馬來西亞上市、
- 凱詩物流信託 於新加坡上市
- 匯賢產業信託 於香港上市。
- 亞騰基金I(Asia Dragon Fund)
- 亞騰基金II
- 中國投資夥伴基金

## 連結
- ARA-Asia.com（页面存档备份，存于）